# بانک لیبرتی
بانک لیبرتی (گرجی: ლიბერთი ბანკი) شرکت خدمات مالی و بانکداری خصوصی گرجستانی است، که در سال ۱۹۹۴ توسط لادو گورگنیدزه تأسیس شد. لیبرتی سومین بانک بزرگ گرجستان است.